# AFI's 100 Years... 100 Movie Quotes
La AFI's 100 Years... 100 Movie Quotes è una lista delle cento migliori citazioni cinematografiche di tutti i tempi tratte da film statunitensi, stilata nel 2005 dall'American Film Institute per la serie AFI 100 Years... series.
Una giuria composta da 1.500 addetti ai lavori, tra cui artisti, critici e storici del cinema, ha stilato la classifica. Il primo posto è stato assegnato alla battuta Francamente, me ne infischio, pronunciata da Clark Gable nel film epico Via col vento.
Dalla classifica inoltre si evince che:
- Casablanca è il film con più citazioni presenti nella lista, ben sei.
- Il mago di Oz e Via col vento sono presenti con tre citazioni ciascuno.
- Quattordici diversi attori, dieci uomini e quattro donne, hanno pronunciato due o più battute presenti nella lista. L'attore Humphrey Bogart ne ha ben cinque, quattro delle quali tratte dal film Casablanca. Bette Davis, Vivien Leigh, Marlon Brando, Tom Hanks e Al Pacino sono a quota tre; James Cagney, Sean Connery, Dustin Hoffman, Clint Eastwood, Charlton Heston, Judy Garland, Jack Nicholson, Arnold Schwarzenegger e Gloria Swanson hanno pronunciato due battute a testa.

## La lista
La tabella riassume la lista delle migliori battute votate dall'American Film Institute insieme alla traduzione italiana, al personaggio che dice la battuta e all'attore che lo interpreta, al film da cui è estratta e all'anno di distribuzione della pellicola.
| #   | Versione italiana "battuta originale" | Personaggio (interprete)                                                        | Film                                        | Anno | Note   |
| --- | --- | ------------------------------------------------------------------------------- | ------------------------------------------- | ---- | ------ |
| 1   | Francamente me ne infischio. “Frankly, my dear, I don't give a damn.” | Rhett Butler (Clark Gable)                                                      | Via col vento                               | 1939 |        |
| 2   | Gli farò un'offerta che non può rifiutare. “I'm gonna make him an offer he can't refuse.” | Don Vito Corleone (Marlon Brando)                                               | Il padrino                                  | 1972 | [ 2 ]  |
| 3   | Ma non è questo. È questione di classe! Potevo diventare un campione. Potevo diventare qualcuno, invece di niente, come sono adesso. “You don't understand! I coulda had class. I coulda been a contender. I could've been somebody, instead of a bum, which is what I am.” | Terry Malloy (Marlon Brando)                                                    | Fronte del porto                            | 1954 | [ 3 ]  |
| 4   | Toto, ho l'impressione che non siamo più nel Kansas. “Toto, I've got a feeling we're not in Kansas anymore.” | Dorothy Gale (Judy Garland)                                                     | Il mago di Oz                               | 1939 |        |
| 5   | Alla tua salute, bambina. “Here's looking at you, kid.” | Rick Blaine (Humphrey Bogart)                                                   | Casablanca                                  | 1942 |        |
| 6   | Coraggio... fatti ammazzare. “Go ahead, make my day.” | Harry Callaghan (Clint Eastwood)                                                | Coraggio... fatti ammazzare                 | 1983 | [ 5 ]  |
| 7   | Eccomi, De Mille, sono pronta per il mio primo piano. “All right, Mr. DeMille, I'm ready for my close-up.” | Norma Desmond (Gloria Swanson)                                                  | Viale del tramonto                          | 1950 | [ 6 ]  |
| 8   | Che la Forza sia con te. “May the Force be with you.” | Ian Solo (Harrison Ford)                                                        | Guerre stellari                             | 1977 |        |
| 9   | Prendete il salvagente... Questa sera c'è aria di burrasca! “Fasten your seatbelts. It's going to be a bumpy night.” | Margo Channing (Bette Davis)                                                    | Eva contro Eva                              | 1950 |        |
| 10  | Ma dici a me? “You talkin' to me?” | Travis Bickle (Robert De Niro)                                                  | Taxi Driver                                 | 1976 | [ 7 ]  |
| 11  | Quello che abbiamo qui è un fallimento della comunicazione. “What we've got here is failure to communicate.” | Capitano (Strother Martin)                                                      | Nick mano fredda                            | 1967 | [ 8 ]  |
| 12  | Mi piace l'odore del napalm di mattina. “I love the smell of napalm in the morning.” | Col. Bill Kilgore (Robert Duvall)                                               | Apocalypse Now                              | 1979 |        |
| 13  | Amare significa non dover mai dire mi spiace. “Love means never having to say you're sorry.” | Jennifer Cavillery (Ali MacGraw)                                                | Love Story                                  | 1970 | [ 9 ]  |
| 14  | La materia di cui sono fatti i sogni. “The stuff that dreams are made of.” | Sam Spade (Humphrey Bogart)                                                     | Il mistero del falco                        | 1941 | [ 10 ] |
| 15  | E.T. telefono casa. “E.T. phone home.” | E.T. (Pat Welsh)                                                                | E.T. l'extra-terrestre                      | 1982 |        |
| 16  | Mi chiamano SIGNOR Tibbs! “They call me Mister Tibbs!” | Virgil Tibbs (Sidney Poitier)                                                   | La calda notte dell'ispettore Tibbs         | 1967 |        |
| 17  | Rosabella. “Rosebud.” | Charles Foster Kane (Orson Welles)                                              | Quarto potere                               | 1941 |        |
| 18  | Ci sono, Ma'. Sulla vetta del mondo! “Made it, Ma! Top of the world!” | Arthur "Cody" Jarrett (James Cagney)                                            | La furia umana                              | 1949 |        |
| 19  | Sono incazzato nero e tutto questo non lo accetterò più! “I'm as mad as hell, and I'm not going to take this anymore!” | Howard Beale (Peter Finch)                                                      | Quinto potere                               | 1976 |        |
| 20  | Louis, forse oggi noi inauguriamo una bella amicizia “Louis, I think this is the beginning of a beautiful friendship.” | Rick Blaine (Humphrey Bogart)                                                   | Casablanca                                  | 1942 |        |
| 21  | Uno che faceva un censimento una volta tentò di interrogarmi. Mi mangiai il suo fegato con un bel piatto di fave ed un buon Chianti. “A census taker once tried to test me. I ate his liver with some fava beans and a nice Chianti.” | Hannibal Lecter (Anthony Hopkins)                                               | Il silenzio degli innocenti                 | 1991 |        |
| 22  | Bond. James Bond. “Bond. James Bond.” | James Bond (Sean Connery)                                                       | Agente 007 - Licenza di uccidere            | 1962 |        |
| 23  | Nessun posto è bello come casa mia. “There's no place like home.” | Dorothy Gale (Judy Garland)                                                     | Il mago di Oz                               | 1939 |        |
| 24  | Io sono sempre grande, è il cinema che è diventato piccolo. “I am big! It's the pictures that got small.” | Norma Desmond (Gloria Swanson)                                                  | Viale del tramonto                          | 1950 |        |
| 25  | Coprimi di soldi! “Show me the money!” | Rod Tidwell (Cuba Gooding Jr.)                                                  | Jerry Maguire                               | 1996 |        |
| 26  | Perché non vieni mai su a trovarmi? “Why don't you come up sometime and see me?” | Lady Lou (Mae West)                                                             | Lady Lou                                    | 1933 | [ 11 ] |
| 27  | Sto camminando qui! Sto camminando qui! “I'm walking here! I'm walking here!” | Enrico Salvatore "Ratso" Rizzo (Dustin Hoffman)                                 | Un uomo da marciapiede                      | 1969 | [ 12 ] |
| 28  | Suonala, Sam. Suona 'Mentre il tempo passa'. “Play it, Sam. Play 'As Time Goes By'.” | Ilsa Laszlo (Ingrid Bergman)                                                    | Casablanca                                  | 1942 | [ 13 ] |
| 29  | Tu non puoi reggere la verità! “You can't handle the truth!” | Col. Nathan R. Jessep (Jack Nicholson)                                          | Codice d'onore                              | 1992 |        |
| 30  | Voglio essere sola. “I want to be alone.” | Grusinskaya (Greta Garbo)                                                       | Grand Hotel                                 | 1932 |        |
| 31  | Dopotutto, domani è un altro giorno. “After all, tomorrow is another day!” | Rossella O'Hara (Vivien Leigh)                                                  | Via col vento                               | 1939 |        |
| 32  | Fermate i soliti sospetti. “Round up the usual suspects.” | Capitano Louis Renault (Claude Rains)                                           | Casablanca                                  | 1942 |        |
| 33  | Quello che ha preso la signorina. “I'll have what she's having.” | cliente (Estelle Reiner)                                                        | Harry, ti presento Sally...                 | 1989 |        |
| 34  | Sai fischiare, no? Unisci le labbra… e soffia. “You know how to whistle, don't you, Steve? You just put your lips together and blow.” | Marie "Slim" Browning (Lauren Bacall)                                           | Acque del sud                               | 1944 | [ 14 ] |
| 35  | Ci serve una barca più grossa. “You're gonna need a bigger boat.” | Martin Brody (Roy Scheider)                                                     | Lo squalo                                   | 1975 |        |
| 36  | Documenti? No abbiamo documenti! Non ci occorrono documenti! E noi non dobbiamo mostrare documenti a nessuno! “Badges? We ain't got no badges! We don't need no badges! I don't have to show you any stinking badges!” | “Gold Hat” (Alfonso Bedoya)                                                     | Il tesoro della Sierra Madre                | 1948 |        |
| 37  | Aspetto fuori. "I'll be back." | Terminator (Arnold Schwarzenegger)                                              | Terminator                                  | 1984 | [ 15 ] |
| 38  | Oggi, mi considero l'uomo più fortunato sulla faccia della terra. “Today, I consider myself the luckiest man on the face of the earth.” | Lou Gehrig (Gary Cooper)                                                        | L'idolo delle folle                         | 1942 | [ 16 ] |
| 39  | Se lo costruisci, lui tornerà. “If you build it, he will come.” | Shoeless Joe Jackson (Ray Liotta)                                               | L'uomo dei sogni                            | 1989 | [ 17 ] |
| 40  | Mamma diceva sempre: la vita è come una scatola di cioccolatini, non sai mai quello che ti capita. “Mama always said life was like a box of chocolates. You never know what you're gonna get.” | Forrest Gump (Tom Hanks)                                                        | Forrest Gump                                | 1994 |        |
| 41  | Noi rapiniamo banche. “We rob banks.” | Clyde Barrow (Warren Beatty)                                                    | Gangster Story                              | 1967 |        |
| 42  | Plastica. “Plastics.” | Signor Maguire (Walter Brooke)                                                  | Il laureato                                 | 1967 |        |
| 43  | Avremo sempre Parigi. “We'll always have Paris.” | Rick Blaine (Humphrey Bogart)                                                   | Casablanca                                  | 1942 |        |
| 44  | Vedo la gente morta. “I see dead people.” | Cole Sear (Haley Joel Osment)                                                   | The Sixth Sense - Il sesto senso            | 1999 | [ 18 ] |
| 45  | Stella! Ehi, Stella! “Stella! Hey, Stella!” | Stanley Kowalski (Marlon Brando)                                                | Un tram che si chiama Desiderio             | 1951 |        |
| 46  | Oh, Jerry, non andiamo a chiedere la luna. Abbiamo le stelle. “Oh, Jerry, don't let's ask for the moon. We have the stars.” | Charlotte Vale (Bette Davis)                                                    | Perdutamente tua                            | 1942 |        |
| 47  | Shane. Shane. Torna indietro! “Shane. Shane. Come back!” | Joey Starrett (Brandon De Wilde)                                                | Il cavaliere della valle solitaria          | 1953 |        |
| 48  | Beh, nessuno è perfetto. “Well, nobody's perfect.” | Osgood Fielding III (Joe E. Brown)                                              | A qualcuno piace caldo                      | 1959 |        |
| 49  | È vivo! È vivo! “It's alive! It's alive!” | Henry Frankenstein (Colin Clive)                                                | Frankenstein                                | 1931 |        |
| 50  | Houston, abbiamo un problema. “Houston, we have a problem.” | Jim Lovell (Tom Hanks)                                                          | Apollo 13                                   | 1995 | [ 19 ] |
| 51  | Devi decidere se è il caso. Di', ne vale la pena? o Fatti bene i conti. Ti conviene rischiare? Deciditi, bestia! “You've got to ask yourself one question: "Do I feel lucky?" Well, do ya, punk?” | Harry Callaghan (Clint Eastwood)                                                | Ispettore Callaghan: il caso Scorpio è tuo! | 1971 | [ 5 ]  |
| 52  | Mi avevi già convinta al "ciao". “You had me at "hello".” | Dorothy Boyd (Renée Zellweger)                                                  | Jerry Maguire                               | 1996 |        |
| 53  | Una mattina sparai a un elefante in pigiama. Come ha fatto ad indossare il mio pigiama, non lo so. “One morning I shot an elephant in my pajamas. How he got in my pajamas, I don't know.” | Cap. Jeffrey T. Spaulding (Groucho Marx)                                        | Animal Crackers                             | 1930 |        |
| 54  | Non si piange nel baseball! “There's no crying in baseball!” | Jimmy Dugan (Tom Hanks)                                                         | Ragazze vincenti                            | 1992 |        |
| 55  | La-dee-da, la-dee-da. “La-dee-da, la-dee-da.” | Annie Hall (Diane Keaton)                                                       | Io e Annie                                  | 1977 |        |
| 56  | Il miglior amico è la propria madre. “A boy's best friend is his mother.” | Norman Bates (Anthony Perkins)                                                  | Psyco                                       | 1960 |        |
| 57  | L'avidità, non trovo una parola migliore, è giusta. “Greed, for lack of a better word, is good.” | Gordon Gekko (Michael Douglas)                                                  | Wall Street                                 | 1987 |        |
| 58  | Gli amici tieniteli stretti... ma i nemici, anche più stretti " “Keep your friends close, but your enemies closer.” | Michael Corleone (Al Pacino)                                                    | Il padrino - Parte II                       | 1974 |        |
| 59  | Lo giuro davanti a Dio… non soffrirò mai più la fame. “As God is my witness, I'll never be hungry again.” | Rossella O'Hara (Vivien Leigh)                                                  | Via col vento                               | 1939 |        |
| 60  | Vedi che altro pasticcio sciocco mi hai combinato?” “Well, here's another nice mess you've gotten me into! | Ollio (Oliver Hardy)                                                            | I figli del deserto                         | 1933 |        |
| 61  | Salutatemi il mio amico Sosa! “Say 'hello' to my little friend!” | Tony Montana (Al Pacino)                                                        | Scarface                                    | 1983 |        |
| 62  | Che stamberga. “What a dump.” | Rosa Moline (Bette Davis)                                                       | Peccato                                     | 1949 | [ 20 ] |
| 63  | Signora Robinson, lei sta tentando di sedurmi. O no? “Mrs. Robinson, you're trying to seduce me. Aren't you?” | Benjamin Braddock (Dustin Hoffman)                                              | Il laureato                                 | 1967 |        |
| 64  | Signori, non potete fare a botte qui! È la stanza della guerra, questa!! “Gentlemen, you can't fight in here! This is the War Room!” | Presidente Merkin Muffley (Peter Sellers)                                       | Il dottor Stranamore                        | 1964 |        |
| 65  | Elementare, Watson! “Elementary, my dear Watson.” | Sherlock Holmes (Basil Rathbone)                                                | Le avventure di Sherlock Holmes             | 1939 | [ 21 ] |
| 66  | Toglimi quelle zampacce di dosso, maledetto sporco gorilla! “Get your stinking paws off me, you damned dirty ape!” | George Taylor (Charlton Heston)                                                 | Il pianeta delle scimmie                    | 1968 |        |
| 67  | Con tanti ritrovi nel mondo, doveva venire proprio nel mio. “Of all the gin joints in all the towns in all the world, she walks into mine.” | Rick Blaine (Humphrey Bogart)                                                   | Casablanca                                  | 1942 |        |
| 68  | Sono il lupo cattivo! “Heeere's Johnny!” | Jack Torrance (Jack Nicholson)                                                  | Shining                                     | 1980 | [ 22 ] |
| 69  | (Loro) Sono qui! “They're here!” | Carol Anne Freeling (Heather O'Rourke)                                          | Poltergeist - Demoniache presenze           | 1982 | [ 23 ] |
| 70  | È sicuro? “Is it safe?” | Dr. Christian Szell (Laurence Olivier)                                          | Il maratoneta                               | 1976 |        |
| 71  | Aspetta un minuto, aspetta un minuto. Non avete ancora sentito niente! “Wait a minute, wait a minute. You ain't heard nothin' yet!” | Jakie Rabinowitz/Jack Robin (Al Jolson)                                         | Il cantante di jazz                         | 1927 |        |
| 72  | (Niente grucce di ferro, che ci fanno le grucce di ferro in questo armadio, io te l'ho detto) no, perché, te l'ho detto, che ci fanno! “No wire hangers, ever!” | Joan Crawford (Faye Dunaway)                                                    | Mammina cara                                | 1981 | [ 24 ] |
| 73  | Madre di misericordia, è questa la fine di Rico? “Mother of mercy, is this the end of Rico?” | Cesare Enrico "Rico" Bandello (Edward G. Robinson)                              | Piccolo Cesare                              | 1930 |        |
| 74  | Lascia stare, Jake, è Chinatown. “Forget it, Jake, it's Chinatown.” | Duffy (Bruce Glover)                                                            | Chinatown                                   | 1974 |        |
| 75  | Ho sempre fidato nella gentilezza degli estranei. “I have always depended on the kindness of strangers.” | Blanche Dubois (Vivien Leigh)                                                   | Un tram che si chiama Desiderio             | 1951 |        |
| 76  | Hasta la vista, baby. “Hasta la vista, baby.” | Terminator (Arnold Schwarzenegger)                                              | Terminator 2 - Il giorno del giudizio       | 1991 |        |
| 77  | Il Soylent è fatto con i morti! “Soylent Green is People!” | Robert Thorn (Charlton Heston)                                                  | 2022: i sopravvissuti                       | 1973 |        |
| 78  | Apri la saracinesca esterna, HAL. “Open the pod bay doors, please, HAL.” | David Bowman (Keir Dullea)                                                      | 2001: Odissea nello spazio                  | 1968 |        |
| 79  | Striker: Certamente non puoi essere serio! Rumack: Sono serio… e non chiamarmi Shirley. Striker: “Surely you can't be serious!” Rumack: “I am serious… and don't call me Shirley.” | Ted Striker e Rumack (Robert Hays e Leslie Nielsen)                             | L'aereo più pazzo del mondo                 | 1980 | [ 25 ] |
| 80  | Oh, Adriana! “Yo, Adrian!” | Rocky Balboa (Sylvester Stallone)                                               | Rocky                                       | 1976 |        |
| 81  | Ciao, splendore. “Hello, gorgeous.” | Fanny Brice (Barbra Streisand)                                                  | Funny Girl                                  | 1968 |        |
| 82  | Toga! Toga! “Toga! Toga!” | John "Bluto" Blutarsky (John Belushi)                                           | Animal House                                | 1978 |        |
| 83  | Ascoltali. I figli della notte. Quale dolce musica emettono. “Listen to them. Children of the night. What music they make.” | Conte Dracula (Bela Lugosi)                                                     | Dracula                                     | 1931 |        |
| 84  | Oh, no, non sono stati gli aeroplani. La bella ha ucciso la bestia. “Oh, no, it wasn't the airplanes. 'Twas Beauty killed the Beast.” | Carl Denham (Robert Armstrong)                                                  | King Kong                                   | 1933 |        |
| 85  | Il mio tesssoro! “My precious.” | Gollum (Andy Serkis)                                                            | Il Signore degli Anelli - Le due torri      | 2002 |        |
| 86  | Attica! Attica! “Attica! Attica!” | Sonny Wortzik (Al Pacino)                                                       | Quel pomeriggio di un giorno da cani        | 1975 |        |
| 87  | Sawyer, tu esci di qui come una ragazzina, ma devi tornare come una star! “Sawyer, you're going out a youngster, but you've got to come back a star!” | Julian Marsh (Warner Baxter)                                                    | Quarantaduesima strada                      | 1933 |        |
| 88  | Ora ascoltami bene. Sei il mio possente cavaliere con la scintillante armatura, non dimenticarlo. Siederai baldo in sella al tuo cavallo e io siederò dietro di te, aggrappata a te, e poi via, avanti ancora e ancora e ancora... “Listen to me, mister. You're my knight in shining armor. Don't you forget it. You're going to get back on that horse, and I'm going to be right behind you, holding on tight, and away we're gonna go, go, go!” | Ethel Thayer (Katharine Hepburn)                                                | Sul lago dorato                             | 1981 |        |
| 89  | Di' loro di tirare fuori tutte le energie e vincere per il Gipper. “Tell 'em to go out there with all they got and win just one for the Gipper.” | George Gipp (Ronald Reagan)                                                     | Knute Rockne All American                   | 1940 |        |
| 90  | Agitato, non mescolato. “Shaken, not stirred.” | James Bond (Sean Connery)                                                       | Agente 007 - Missione Goldfinger            | 1964 |        |
| 91  | Chi è il primo? “Who's on First?” | Dexter (Bud Abbott)                                                             | L'arca di Noè                               | 1945 |        |
| 92  | La storia di Cenerentolo, umile e disprezzato, la storia di un giardiniere che adesso sta per diventare il campione dei campioni. Sembra un buon lancio... è in buca! La palla è in buca! “Cinderella story. Outta nowhere. A former greenskeeper, now, about to become the Masters champion. It looks like a mirac...It's in the hole! It's in the hole! It's in the hole!”                                                                        | Carl Spackler (Bill Murray)                                                     | Palla da golf                               | 1980 |        |
| 93  | La vita è un banchetto e solo gli idioti muoiono di fame! “Life is a banquet, and most poor suckers are starving to death!” | Mame Dennis (Rosalind Russell)                                                  | La signora mia zia                          | 1958 |        |
| 94  | Ma noi saremo - sempre i più forti! “I feel the need - the need for speed!” | Pete "Maverick" Mitchell e Nick "Goose" Bradshaw (Tom Cruise e Anthony Edwards) | Top Gun                                     | 1986 |        |
| 95  | Carpe diem, cogliete l'attimo ragazzi, rendete straordinaria la vostra vita. “Carpe diem. Seize the day, boys. Make your lives extraordinary.” | John Keating (Robin Williams)                                                   | L'attimo fuggente                           | 1989 |        |
| 96  | Adesso basta, svegliati! “Snap out of it!” | Loretta Castorini (Cher)                                                        | Stregata dalla luna                         | 1987 |        |
| 97  | Mia madre ti ringrazia. Mio padre ti ringrazia. Mia sorella ti ringrazia. E io ti ringrazio. “My mother thanks you. My father thanks you. My sister thanks you. And I thank you.” | George M. Cohan (James Cagney)                                                  | Ribalta di gloria                           | 1942 |        |
| 98  | Nessuno può mettere Baby in un angolo. “Nobody puts Baby in a corner.” | Johnny Castle (Patrick Swayze)                                                  | Dirty Dancing (Balli proibiti)              | 1987 |        |
| 99  | Non ti salverai! Io riuscirò a prendervi, te e il tuo odioso cagnolino! “I'll get you, my pretty, and your little dog, too!” | Strega dell'Ovest (Margaret Hamilton)                                           | Il mago di Oz                               | 1939 |        |
| 100 | Sono il re del mondo! “I'm the king of the world!” | Jack Dawson (Leonardo DiCaprio)                                                 | Titanic                                     | 1997 |        |